# 59 (szám)
Az 59 (ötvenkilenc) az 58 és 60 között található természetes szám.

## A szám a matematikában
A tízes számrendszerbeli 59-es a kettes számrendszerben 111011, a nyolcas számrendszerben 73, a tizenhatos számrendszerben 3B alakban írható fel.
Az 59 páratlan szám, prímszám, kanonikus alakja 591, normálalakban az 5,9 · 101 szorzattal írható fel. Két osztója van a természetes számok halmazán, ezek növekvő sorrendben: 1 és 59.
A 61-gyel ikerprímpárt alkot. Eisenstein-prím. Biztonságos prím. Jó prím. Pillai-prím.
Erősen kotóciens szám.
Osztója a legkisebb összetett Eukleidész-féle számnak: 13# + 1 = 2 · 3 · 5 · 7 · 11 · 13 + 1 = 59 · 509.
Az 59 három szám valódiosztóösszeg-függvényeként áll elő, ezek a 265, 517 és 697.

## A tudományban
- A periódusos rendszer 59. eleme a prazeodímium.